# Ulica Bronowicka w Krakowie
Ulica Bronowicka – ulica w Krakowie, w dzielnicy VI Bronowice.
Łączy ulice Armii Krajowej i Balicką z ulicami Piastowską, Podchorążych i Bartosza Głowackiego.
W latach 40. XX wieku na fragmencie ulicy wybudowano torowisko tramwajowe do pętli znajdującej się przy skrzyżowaniu z ulicą Lucjana Rydla. W 1975 roku na całej długości ulicy wybudowano torowisko tramwajowe, zwieńczone pętlą, znajdującą się przy ulicy Balickiej.

## Historia[1]
- około 1920 – powstanie polnej drogi łączącej Łobzów z Balicami.
- około 1930 – nadanie nazwy ul. Bronowicka.
- około 1980 – budowa węzła na ul. Armii Krajowej, skrócenie ul. Bronowickiej o ok. 100 m.

## Ważne budynki i elementy infrastruktury
- pętla tramwajowa Bronowice
- poczta
- dawny budynek szkoły miejskiej na rogu skrzyżowania z ul. Głowackiego według projektu Jana Zawiejskiego, wybudowany w latach 1913–1915

## Galeria

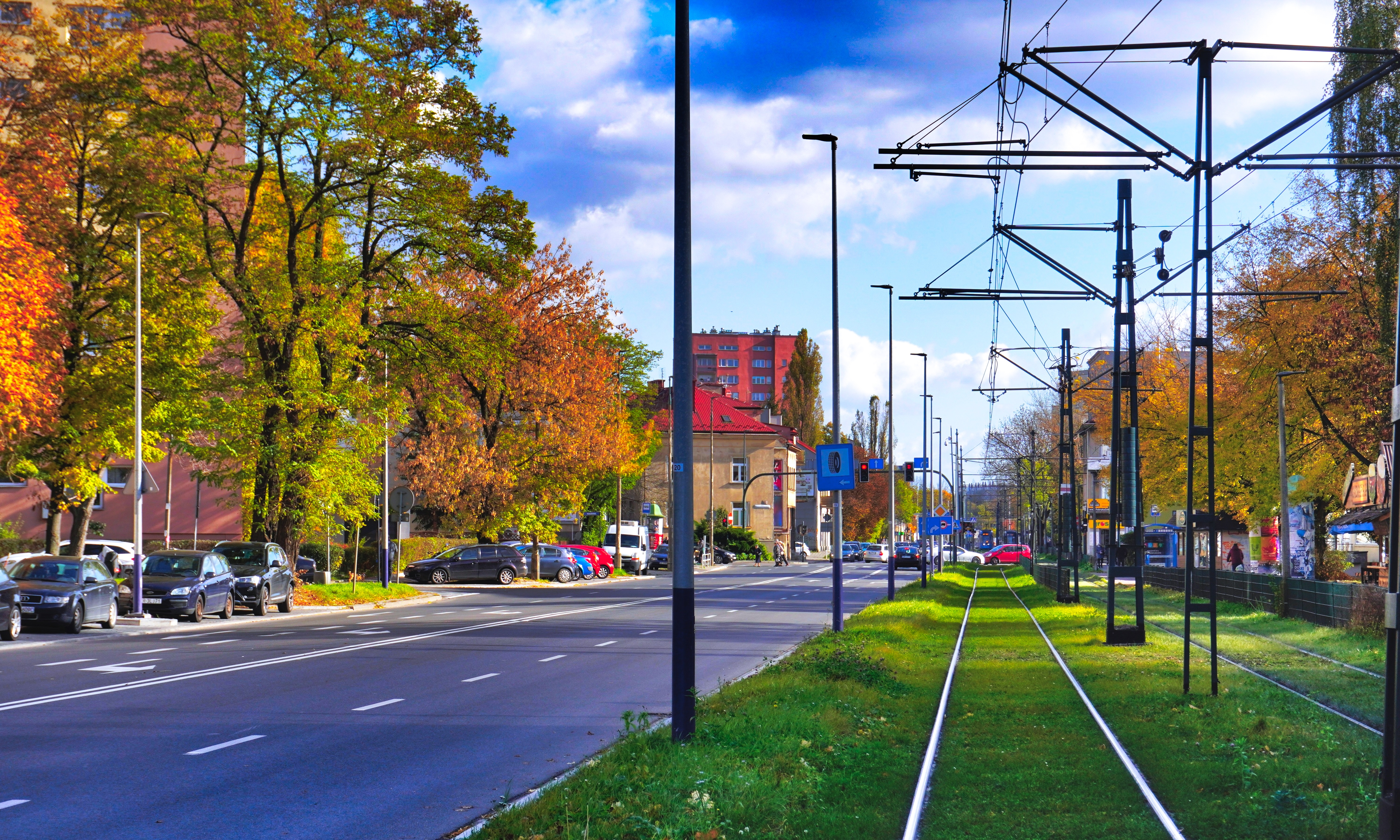
Widok od skrzyżowania z ul. Stańczyka na południowy wschód.
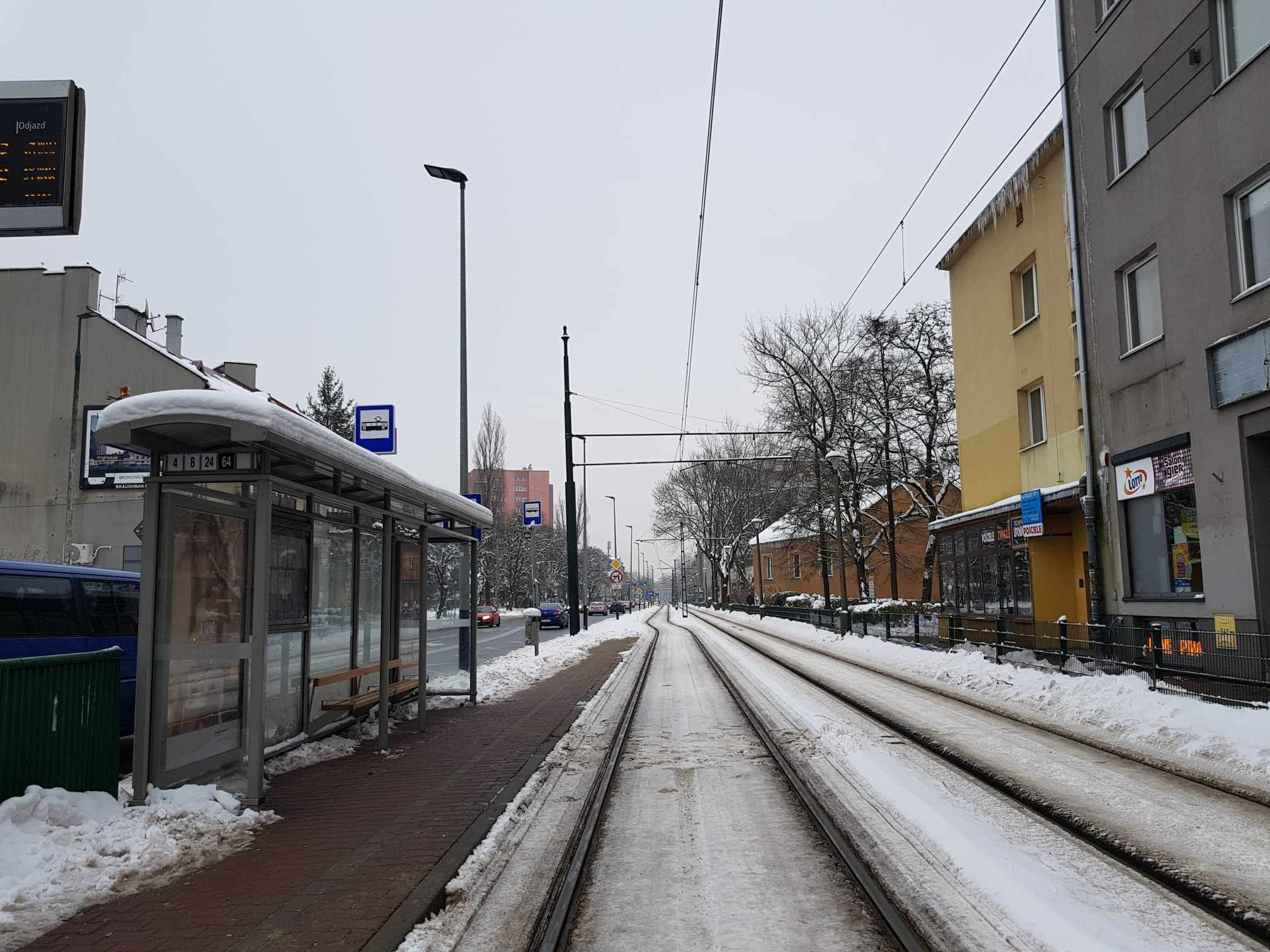
Torowisko tramwajowe przebiegające przez ulicę.
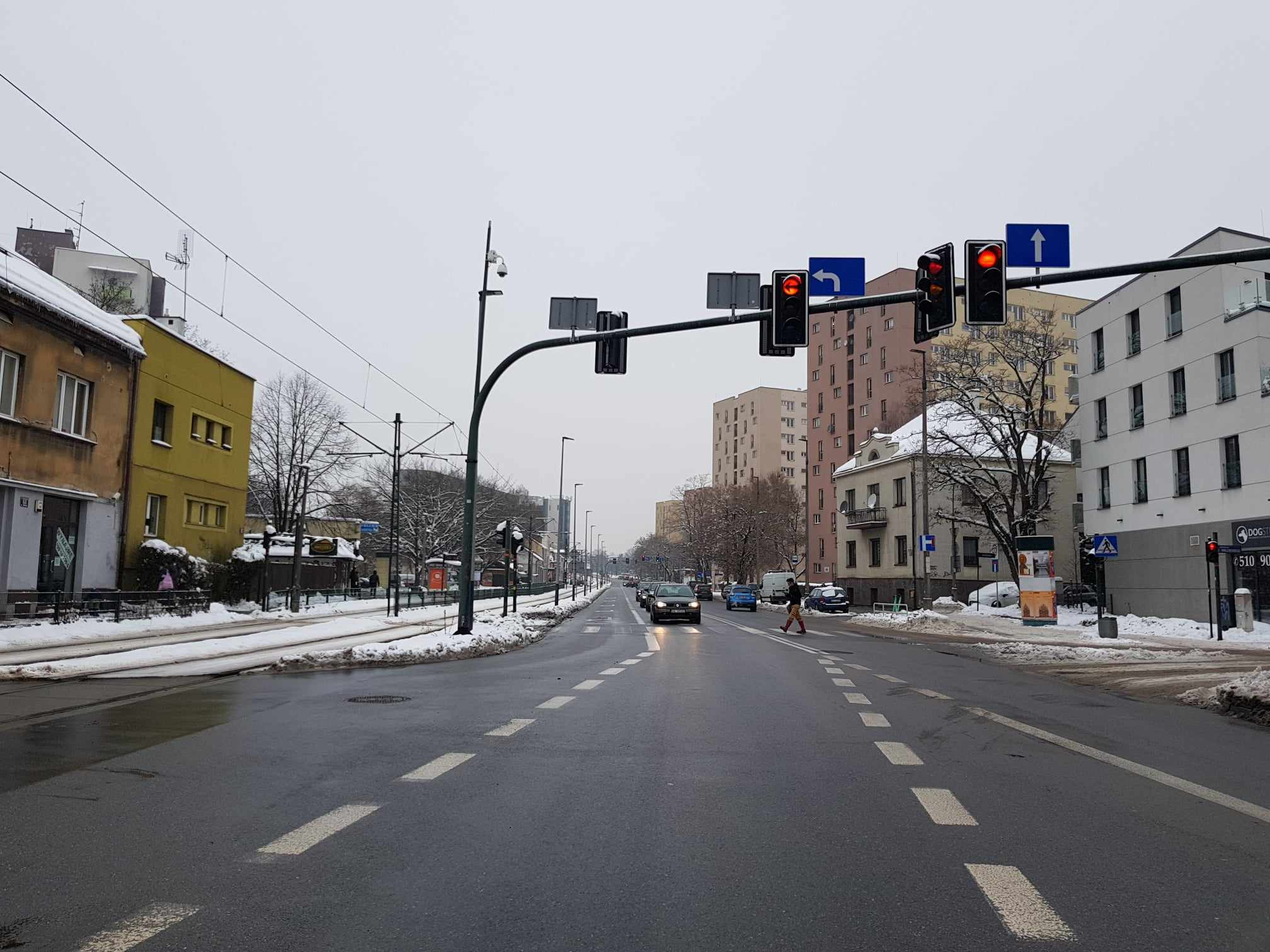
Widok na północny zachód.
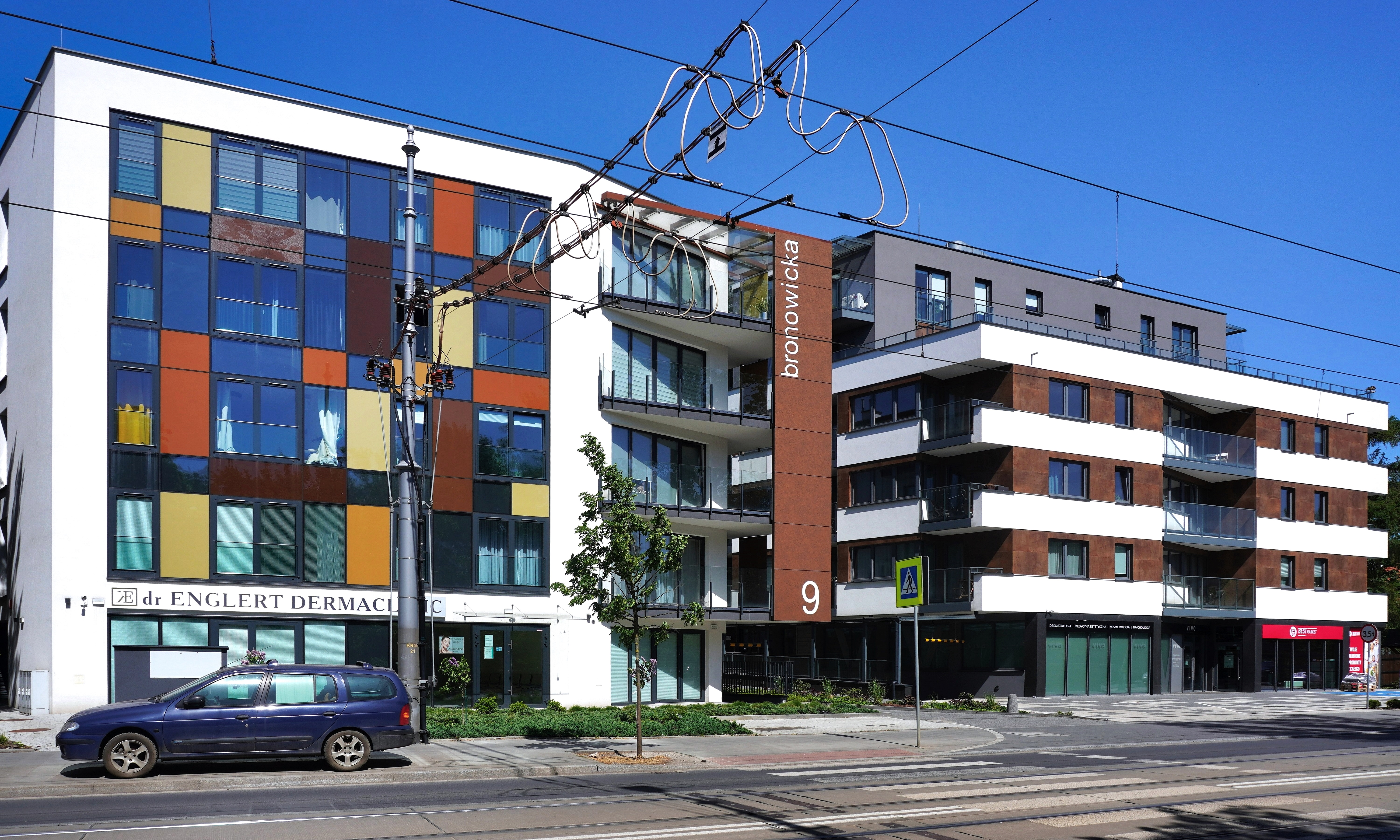
ul. Bronowicka 5–9 Zabudowa mieszkalna (2020–2022)